# Dalmau Moner
El beat Dalmau Moner  (Santa Coloma de Farners, la Selva, 1291 - Girona, 1341), conegut popularment com a Sant Dalmau, fou un eremita i frare dominic al convent de Girona. Des que morí fou venerat com a sant, tot i no estar canonitzat; va ser beatificat per Innocenci XIII el 1721. La seva festivitat és el 24 de setembre.

## Vida

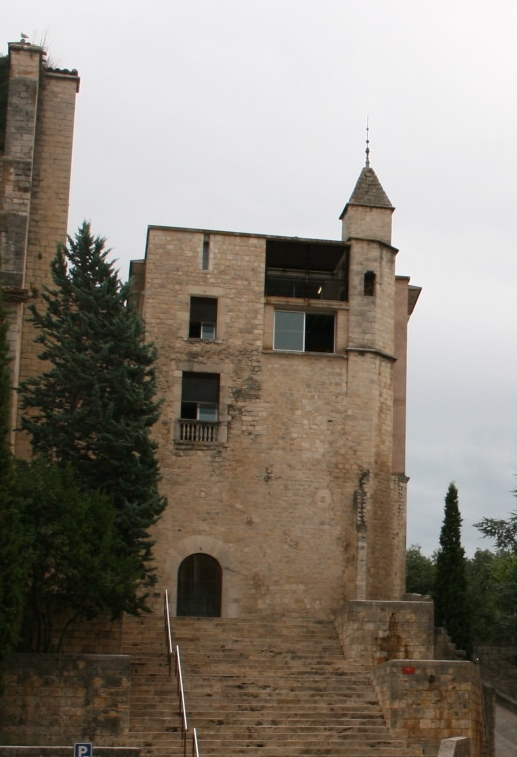
Convent de Sant Domènec de Girona, avui Facultat de Lletres de la Universitat de Girona

La principal font per a la vida de Dalmau Moner és la biografia que en va escriure el seu deixeble Nicolau Eimeric, dominic i Inquisidor General de la Corona d'Aragó, cap al 1350.
Dalmau Moner va néixer en una família acomodada a Santa Coloma de Farners, en 1291. Va estudiar al veí monestir agustí de Sant Pere Cercada i, de jove, va ser enviat a Girona perquè hi estudiés arts liberals, potser a l'estudi General. Per a pagar els estudis, feia classes a nois de la ciutat, entre els quals va haver-hi Pere Serra, que seria un reconegut jurista.
A Girona, Dalmau va entrar en contacte amb els dominics, al convent del qual hi havia l'estudi general. El 1308, Dalmau era a Montpeller estudiant lògica i en 1310 ja tornava a ser a Girona, ara com a profés al convent de Sant Domènec, on va continuar els seus estudis de lògica i els primers anys de teologia. El 1314 estudiava filosofia al convent de Sant Domènec de València i, després, a l'Estudi de Barcelona i, novament, a Montpeller. Finalment va obtenir el títol de lector en teologia. Mentre acabava els estudis, també ensenyava com a professor lector de lògica en alguns convents dominics, com els de Castelló d'Empúries, Tarragona, la Seu d'Urgell o Cervera.
Com a frare, es va distingir per l'estricta observança de la regla de l'orde. Per això va ser nomenat mestre de novicis. També era enviat a noves fundacions per a aconsellar els seus membres en l'observança. Així, visqué als convents de Castelló d'Empúries (1317-1318), Manresa (1318 i 1322), Cervera (1319 i 1329) i Balaguer (1331).
Dalmau preferia, però, la vida contemplativa a l'apostolat i, quan podia, es retirava a pregar i fer penitència. Era de gran austeritat i feu vot de dejuni perpetu. Els últims quatre anys de la seva vida van ser d'extrema austeritat. En 1336 va obtenir un permís per a retirar-se a fer vida eremítica i va anar a fer-la a la Cova de Santa Magdalena, a Sant Maissemin de la Santa Bauma, a la Provença. Després d'uns mesos allí, va ser reclamat des de Girona.
Es retirà de nou en una cova propera al convent de Girona, on es lliurà a grans mortificacions fins a la mort, dedicant-se a l'oració, la contemplació i la penitència, anant al convent per als àpats i els oficis comunitaris. Va morir a la cova als cinquanta anys, el 24 de setembre de 1341.

## Veneració
Els seus contemporanis ja el consideraven "sant ja en vida", per la santedat de les seves accions. Eimeric narra favors extraordinaris aconseguits per persones que invocaven la intercessió de qui ja consideraven com a sant. Rebia moltes visites que li demanaven consell i ajut, malgrat la resistència del frare, que volia portar una vida normal. Era, a més, molt innocent i humil.

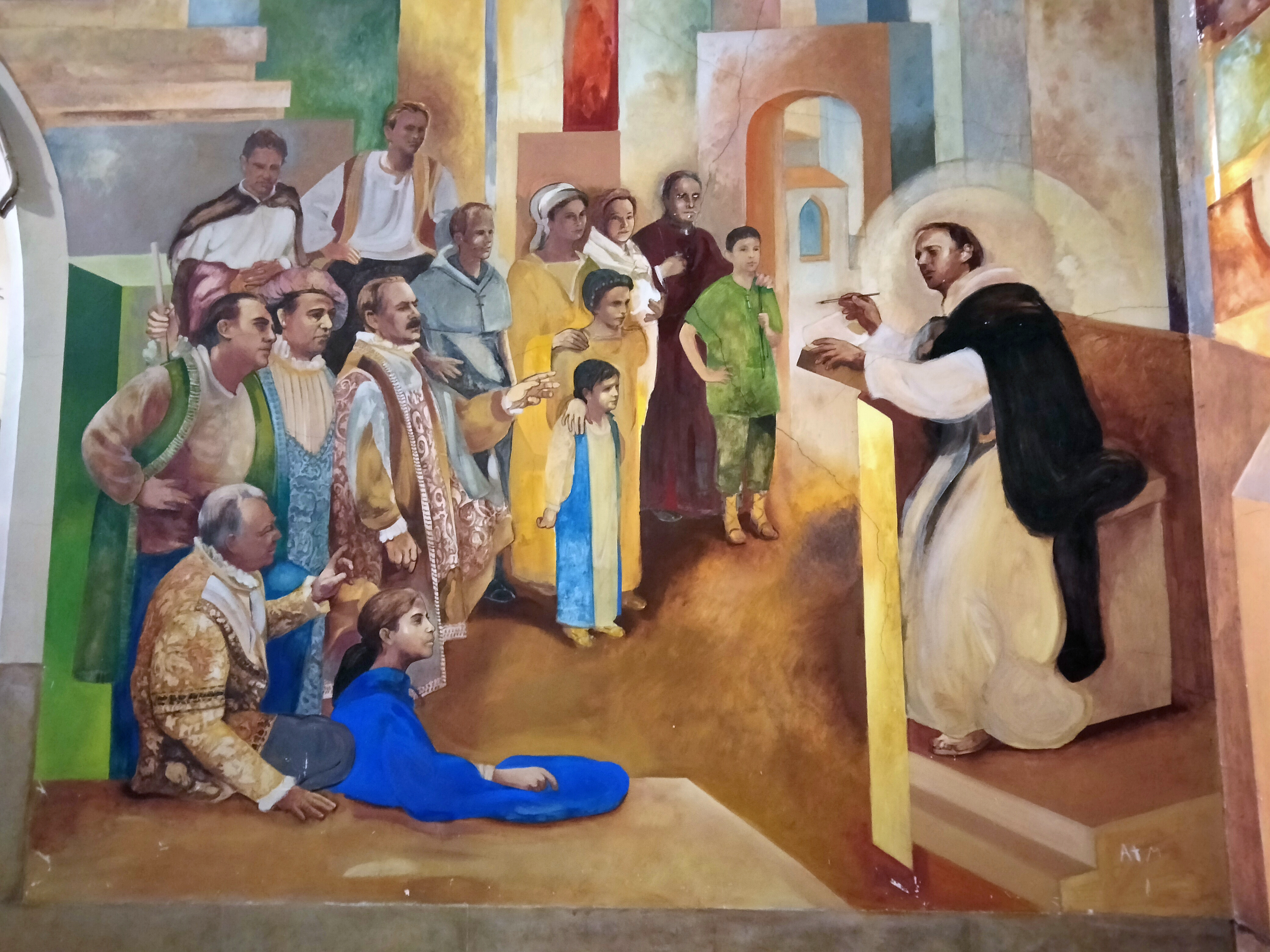
Pintura mural del beat Dalmau Moner, de Ramon Pujolboira, a l'església parroquial de Santa Coloma de Farners

El dia de l'enterrament, moltes persones van assistir-hi, entre ells els dominics que assistien al capítol general de l'orde a la Corona. Des de llavors, el poble va començar a anomenar-lo Sant Dalmau, nom amb què s'ha conegut fins ara, tot i que no ha estat mai canonitzat. Innocenci XIII el 13 d'agost de 1721 va confirmar el culte immemorial que se li havia tributat. Va ser declarat patró de la vila de Santa Coloma de Farners i copatró de la ciutat de Girona, amb sant Narcís.
Va ser enterrat a l'església del convent de Sant Domènec on havia viscut. En 1835, el convent va ser desamortitzat i les restes van ser portades a la Catedral de Girona. El 1951 els dominics van tornar a Girona i es van fer càrrec del Temple Expiatori Diocesá del Sagrat Cor: llavors s'hi va traslladar l'urna amb les restes del beat, que es va col·locar sota l'altar major, on és ara.

## Tradicions populars
Era invocat en les febrades i el mal de queixal, i les dones com a protector dels parts. Era costum a Girona portar els nens petits a Sant Domènec perquè el prior els toqués la boca amb la relíquia d'una dent de Dalmau Moner per tal d'assegurar-los una bona dentició.
La Festa Major de Santa Coloma de Farners se celebra el 24 de setembre en honor al seu patró.
Cada setmana o cada dues, mentre era estudiant, Dalmau feia el camí de Girona a Santa Coloma caminant: a mig camí hi ha un indret anomenat Roca Dalmaua on diu la tradició que el jove descansava.